# San Antonio, Hueytamalco
San Antonio är en ort i Mexiko.   Den ligger i kommunen Hueytamalco och delstaten Puebla, i den sydöstra delen av landet, 200 km öster om huvudstaden Mexico City. San Antonio ligger 1 030 meter över havet och antalet invånare är 145.
Terrängen runt San Antonio är huvudsakligen kuperad, men söderut är den bergig. Runt San Antonio är det ganska tätbefolkat, med 160 invånare per kvadratkilometer. Närmaste större samhälle är Teziutlan, 14,0 km sydväst om San Antonio. I omgivningarna runt San Antonio växer i huvudsak städsegrön lövskog.